# 로맨스 그레이 (1963년 영화)
"로맨스 그레이"는 1963년 공개된 대한민국의 영화이다.

## 배역
- 김승호 : 대학교수 역
- 최은희 : 만자 역
- 신영균
- 한은진
- 김희갑 : 김 사장 역
- 조미령 : 보영 역
- 황정순
- 고선애

## 수상
- 1964년 제3회 대종상
  - 편집상 - 양성란
- 제10회 아시아영화제
  - 남우주연상 - 김승호